# De Sliert
De Sliert is een Belgische stripreeks die werd bedacht door André Franquin, maar vooral bekend is geworden door de verhalen van Jean Roba. De Sliert is een vriendengroepje dat bestaat uit zes kinderen.
De Sliert bezit officieel een grasveldje in de stad. Het is hun speelterrein. Er staat een oude bus die ze als clubhuis gebruiken. Het hele terrein ligt bezaaid met vallen, bedacht door Archibald, om indringers af te schrikken. Er zijn twee ingangen: een gewone en een geheime. De gewone is afgesloten met een sleutel en achter deze poort liggen hinderlagen. De geheime ingang is een kantelbare plank in de schutting rond het veldje, de 56ste plank te tellen vanaf een lantaarnpaal. Om van daar naar de bus te gaan, is er één (geheime) weg zonder vallen: langs de schutting. De meeste avonturen van De Sliert spelen zich af rond hun speelterrein want Roba hield van de poëzie van het alledaagse. Ze trokken maar tweemaal voor een avontuur naar het buitenland, naar Schotland en naar het denkbeeldige, exotische eiland Galopingos.
Het personage Archibald speelde ook mee in enkele reclamestrips van Bollie en Billie - een andere, bekendere reeks van Roba - voor het Instituut voor de Onderneming.

## Geschiedenis

### Ontstaan
De jonge tekenaar Joël, pseudoniem van Joseph Loeckx en later bekend als Jo-El Azara, wou in 1957 als tekenaar aan de slag bij Spirou (Robbedoes) of Tintin (Kuifje). Hij ging te rade bij André Franquin, die hem adviseerde een strip te maken over een paar jongeren, zoals Bicot, een reeks uit de jaren twintig van de 20ste eeuw, een creatie van de Amerikaan Martin Branner. Die reeks ging over een jongetje, Perry, de zus van Martins personage Winnie Winkle, en zijn bende, de Rinkydinks, waarvan één lid een Chineesje is. In het Frans werd Perry "Bicot" en de bende werd de "Rantanplans" gedoopt. Franquin - en ook Roba - kende de reeks uit zijn jeugd. Franquin stelde Joël ook het personage Dizzy voor, geïnspireerd op jazztrompettist Dizzy Gillespie. Franquin verzon ook de naam "Ribambelle" (letterlijk: "een rist"), waarvan hij vond dat die goed klinkt. Joël tekende een strip van vier pagina's op een scenario van Marcel Denis, die voor Franquin werkte, en dat aanvankelijk voor Will bedoeld was. Het verhaal, Opération ciseaux, verscheen in 1958 in Spirou nr. 1041. In Robbedoes verscheen dit verhaal als Operatie schaar. De reeks werd "De Rekels" gedoopt. Joël werd aangenomen door Tintin en stopte met de reeks, tot spijt van Franquin.

### Periode Roba
Jean Roba was in de jaren zestig aan de slag bij Franquin. Franquin wist dat Roba graag kinderen tekende en vroeg hem om De Sliert op te pikken. Roba accepteerde en vormde de reeks om. Hij maakte er bewust een internationaal groepje van: hij voegt een Japanse tweeling, een Schot en zijn huismeester, een meisje, slechteriken en nog wat personages toe. Alleen Dizzy bleef behouden. Roba liet zich inspireren door zijn jeugd en - net als Franquin - door Bicot, dat hij als kind ook had gelezen, en de Amerikaanse serie Our Gang, een reeks over kinderen die er op los leven. Roba stelde zijn uitgever, Dupuis, dan ook een reeks voor met onbeleefde jongens met gaten in hun pullovers en een vinger in de neus. Phil zou dan bijvoorbeeld een katapult gekregen hebben, altijd klaar om toe te slaan. Dupuis was hier niet voor te vinden en Roba bond met tegenzin in.
De Sliert is vooral bekend van Roba's periode. Tussen 1962 en 1975 verschijnen een aantal verhalen in Spirou/Robbedoes. Tussen 1965 en 1984 verschenen de verhalen in albumvorm bij uitgeverij Dupuis. Roba had moeite met lange verhalen en liet zich daarom bijstaan door scenaristen, die stukje bij beetje het scenario uitwerkten in samenspraak met Roba. Het thema kwam echter wel steeds van hem. Aanvankelijk werd Roba voor de scenario's geholpen door Vicq. Die laatste had echter een drankprobleem en Roba kon er op den duur niet meer op vertrouwen. Voor de laatste twee verhalen kreeg hij dan ook hulp van Maurice Tillieux. Voor twee korte verhalen, De Sliert in de lucht en De Sliert neemt mensen aan!, die dienden om de twee eerste albums op te vullen tot 60 pagina's, kreeg Roba hulp van Yvan Delporte. In enkele verhalen van De Sliert heeft Roba diezelfde Delporte een klein rolletje toebedeeld. Roba vroeg ook Greg als scenarist, maar die laatste zat bij uitgeverij Dargaud en Roba bij Dupuis, wat een mogelijke samenwerking bemoeilijkte.
Een volgend verhaal was gepland: La Ribambelle entre dans le réseau, vrij vertaald De Sliert op het spoor. Het zou gaan over het verkleinen van echte treinen en passagiers zodat ze zouden passen in de modelspoorweg van een verzamelaar. Will zou de decors tekenen. Nadat enkele passages al getekend waren, besloot Roba het verhaal te stoppen omdat het te veel leek op het verhaal Robbedoes en de miniatuurtjes (gepubliceerd in Robbedoes en de bobbelmannen), een verhaal van Franquin waarvan Roba op de hoofdpersonages na zelf tekenaar was. Roba slaagde er onder andere door het succes van Bollie en Billie niet langer in om nog voor De Sliert te werken. Een scenario van Raoul Cauvin werd daardoor ook niet uitgewerkt. Roba bleef echter met het idee spelen om de reeks nieuw leven in te blazen door de reeks door te geven aan een andere tekenaar.

#### Verhalen
In de periode van Roba verschenen de volgende verhalen in Spirou, die later in albumvorm werden uitgegeven, zij het niet in dezelfde volgorde:
- De Sliert wint veld! (1962)
- De Sliert in Schotland (1962-1963)
- De Sliert in de lucht (1963-1964)
- De Sliert neemt mensen aan! (1964)
- De Sliert te water (1964-1965)
- De Sliert op de Galopingo's (1966-1967)
- De Sliert op zoek (1968-1969)
- De Sliert in de tegenaanval (1975-1976)

### Na Roba
Ter ere van de 70ste verjaardag van het blad Spirou in 2008 vroeg de toenmalige redactiechef Olivier Van Vaerenberg de tekenaars van het blad om hun favoriete stripfiguur te tekenen. Scenarist Zidrou en tekenaar Jean-Marc Krings kozen voor De Sliert. Inkleurder is Benoit Bekaert (BenBK), waarmee Krings al vaker samenwerkte. Ze planden een strip van acht pagina's, maar na twee pagina's werd het project afgevoerd: Van Vaerenberg verliet Spirou en de nieuwe hoofdredacteur was het idee niet genegen. Desondanks gingen Zidrou en Krings door met het verhaal, dat ze uiteindelijke voorlegden aan Dargaud, dat tegenwoordig de rechten op Roba's werk beheert. Dargaud hapte toe: de auteurs sloten een principeakkoord met de uitgeverij om een nieuw verhaal te laten drukken, wat later ook een echt akkoord werd. Nog tijdens het maken van het album werd beslist om een tweede album te maken.
Zidrou en Krings baseerden hun verhaal op het universum dat Roba had nagelaten, maar het is geen perfecte imitatie van de tekenstijl. De Sliert speelt zich ook niet langer af in de periode van Roba, maar is meegegaan met de tijd.
In 2011 verscheen het eerste album van het nieuwe duo: La Ribambelle reprend du service !. Het tweede album, La Ribambelle au Japon, verscheen in 2012. Hierna werd de reeks stopgezet. Het eerste deel is in 2016 vertaald door uitgeverij Arcadia als Terug van weggeweest en het tweede deel werd in 2017 door diezelfde uitgeverij vertaald als De Sliert in Japan.

## Personages

### De Sliert
Archibald Mac Dingeling
Hij is lid van een oude Schotse familie, de Mac Dingelings. Hij is roodharig, zeer intelligent en wat opvliegend. Hij flapt soms wat Engelse woorden in zijn zinnen. Hij draagt meestal een uniformpje: een rood jasje met gele boorden, een korte rode broek, witte sokken, een geel-rood gestreepte stropdas en een pet met rood en geel. Soms draagt hij een kilt. Zijn familie is schatrijk. Hij woont zelf in een groot huis en wordt er bediend door James. Hij is erg inventief. Zijn Schotse afkomst draagt hij hoog in het vaandel. Hoewel hij klein is, is hij erg moedig en zal hij zijn eer altijd verdedigen. Hij schat zijn kookkunsten hoog in, maar dat zien de andere leden van De Sliert net andersom.
Grenadine
Het enige meisje in het gezelschap. Ze is vooral herkenbaar aan haar rode haar, groene en geruite rok, rode trui, rode kousenbroek en zwarte haarband. In de nieuwe reeks heeft ze een gele trui, blauwe broek en witte shirt. Ze heeft een vriendelijk en zorgzaam karakter, maar kan ook haar mannetje staan tussen de jongens. Ze houdt zich onder andere bezig met naaien.
Phil
De grootste van De Sliert, hij neemt de leiding meestal op zich. Hij is blond en draagt meestal een wit hemd, een blauwe trui en een donkere broek. Hij neemt vaak het voortouw.
Dizzy
Een zwarte jongen. Hij draagt meestal een blauwe broek en een wit hemd of een T-shirt met een D op. Zijn passie is jazz. Hij speelt zelf trompet en hoopt daar carrière mee te maken.
Atchi & Atcha
Een bescheiden, beleefde en nederige Japanse tweeling, zij kwamen als laatsten bij De Sliert. Ze doen bijna alles samen, soms zelfs spreken. Ze zijn klein van gestalte, maar ze zijn oersterk door hun zwarte gordel in judo. Ze hebben zich ook een kreet aangeleerd die een mens of dier tijdelijk kan verlammen. Ze dragen een zwart pakje, een wit hemdje en een blauwe vlinderdas. Ze hanteren een taalgebruik vol spreekwoorden en gevleugelde woorden.

### De Kaaimannen
De Kaaimannen vormen een kleine bende die de hele buurt in zijn greep wil krijgen. Op het terrein van De Sliert krijgen ze echter geen vat. Daarom beschouwen ze De Sliert als hun grote vijand. De bende bestaat uit drie leden. Ze dragen allebei een zwart jas met op de rug een kaaiman en blauwe broek. Ze zijn niet bijster verstandig.
Tannie
Het brein van de bende. Een klein, hevig ventje. Zijn echte naam is Atanasio.
Fons
Een rosse, mollige jongen.
Rudolf
Hij heeft vaak een zwarte baret op.

### Andere
James Jollygood-Fellow
De trouwe, grijze, Schotse huisknecht van Archibald. Hij doet alles wat hem opgedragen wordt en zijn job is hem zeer dierbaar. Hij komt zeer rustig en zakelijk over. Net als zijn baas houdt hij van zijn Schotse afkomst en verdedigt hij met vuur zijn eer.
Arie Schobberd/Grijpgraag
De rijkste man van de stad. Hij heeft heel wat grond en huizen in zijn bezit en is steeds uit op meer. Hij is gevreesd en gehaat. Hij waant zich beter dan de rest en denkt boven de wet te staan. Vooral zijn chauffeur moet zijn grillen hard verduren.

## Albums

### Door Roba
Bij de eerste albumuitgave in de jaren 60 bestonden slechts vier albums: De Sliert op zoek en De Sliert in de tegenaanval bestonden niet. Het huidige derde en vierde album werden pas in de jaren 80 uitgegeven. De nummering werd daarvoor ook herzien (3 werd 5, 4 werd 6) en twee kortverhalen uit deel 1 en 2 verhuisden naar de nieuwe albums.
In 1966 verscheen het verhaal De Sliert wint veld! in het Frans ook in pocketformaat in de reeks "Gag de poche".
Deze albums verschenen bij uitgeverij Dupuis.

#### Oorspronkelijke serie
1. De Sliert wint veld! (1965)
2. De Sliert in Schotland (1966)
3. De Sliert in de lucht (1967)
4. De Sliert op de Galopingo's (1968)

#### Tweede serie
1. De Sliert wint veld!
2. De Sliert in Schotland
3. De Sliert op zoek
4. De Sliert in de tegenaanval
5. De Sliert in de lucht
6. De Sliert op de Galopingo's

### Door Zidrou en Krings
1. Terug van weggeweest (2011)
2. De Sliert in Japan (2012)

Deze strips verschenen bij uitgeverij Arcadia. Deze reeks wordt in het Frans uitgegeven bij uitgeverij Dargaud.

### Integrale uitgaven
In de jaren 1990 verscheen bij uitgeverij Rombaldi in het Frans de reeks Tout Roba, die alle verhalen van Bollie en Billie tot dan en alle verhalen van De Sliert van de hand van Roba bundelt.
In 2001 en 2003 gaf uitgeverij Dargaud in het Frans een integrale uitgave van Roba's De Sliert in twee boeken uit, voorzien van een kort dossier.
In 2022 verscheen bij uitgeverij Editions Black and White een luxueuze, gelimiteerde integrale uitgave van De Sliert. Het boek is in zwart-wit, gedrukt op groot formaat en voorzien van een dossier en introductieteksten bij elk verhaal. De uitgave bevat daarnaast op een kleiner formaat Opération ciseaux van Jo-El Azara en Marcel Denis. Deze integrale uitgave bestaat ook in een versie in een box, met daarin nog een extra boek op groot formaat met facsimile's van de originelen van Roba en onuitgegeven materiaal.